# Gia Nghĩa
Gia Nghĩa is een thị xã in Vietnam en is de hoofdplaats van de Vietnamese provincie Đắk Nông. Gia Nghia telt ongeveer 15.000 inwoners.